# 34-я пехотная дивизия (Российская империя)
34-я пехотная дивизия — пехотное соединение в составе Русской императорской армии ВС России. 
Штаб-квартира дивизии: Одесса (1864 год), Екатеринослав (Нагорная улица, дом № 1, телефон 3) (1866—1914). С 1876 года дивизия входила в 7-й армейский корпус. 
В период Гражданской войны преемники соединения имелись в армии ВСЮР и Русской армии Врангеля.

## История дивизии
Сформирована Высочайшим приказом 13 августа 1863 года в числе 12 пехотных дивизий (с 23-й по 34-ю) (на формирование которых были обращены полки упразднённых 1-й, 2-й, 3-й и 5-й резервных пехотных дивизий) и передана в состав Одесского военного округа с исключением из подчинения начальнику резервов армейской пехоты. Управление дивизии было сформировано заново.
К январю 1918 года дивизия с приданной артиллерийской бригадой, находившиеся в составе 6-й армии, были украинизированы. Согласно приказу по Румынскому фронту от 19 февраля 1918 года дивизия считалась расформированной с 25 января 1918 года.

### В Белой армии
- 22 мая 1919 — Из пехотных частей Екатеринославского отряда, личный состав которых ранее принадлежал к кадрам 34-й дивизии императорской армии, сформирован в составе 4-й пехотной дивизии ВСЮР Сводный полк 34-й пехотной дивизии, пополненный за счёт личного состава ранее расформированных Мелитопольского и Бердянского пехотного полка и Перекопского отдельного батальона.
- Сводный полк 34-й дивизии развернут в два полка (на 20.09.1919 1-й полк насчитывал 955 штыков и 14 пулемётов, 2-й — 2236 штыков и 10 пулемётов.
- Май 1920 — На базе двух сводных полков в Русской армии Врангеля развернута 34-я пехотная дивизия.

### Боевые действия
Дивизия отличилась в Первой мировой войне — в частности, в Янчинском бою 1914 год.

## Состав дивизии
- Управление
- 1-я бригада (Екатеринослав)
  - 133-й пехотный Симферопольский полк (Екатеринослав, Казарменная площадь, телефон № 51[1])
  - 134-й пехотный Феодосийский полк (Екатеринослав, Артиллерийская площадь, телефон № 138[1])
- 2-я бригада (1903: Елисаветград; 1913: Ростов-на-Дону)
  - 135-й пехотный Керчь-Еникальский полк
  - 136-й пехотный Таганрогский полк
- 34-я артиллерийская бригада (1903: Александрия; 1912: Екатеринослав, Пороховая улица, телефон № 117[1])

## Командование дивизии
(Командующий в дореволюционной терминологии означал временно исполняющего обязанности начальника или командира. Должности начальника дивизии соответствовал чин генерал-лейтенанта, и при назначении на эту должность генерал-майоров они оставались командующими до момента своего производства в генерал-лейтенанты).

### Начальники дивизии
- 15.08.1863 — 06.06.1872 — генерал-майор (с 30.08.1863 генерал-лейтенант) Шостак Андрей Андреевич
- 06.06.1872 — 10.01.1873 — командующий генерал-майор Алтухов, Захарий Никифорович
- 10.01.1873 — 29.05.1874 — генерал-майор (с 30.08.1873 генерал-лейтенант) Храповицкий, Казимир Михайлович
- 29.05.1874 — 08.05.1879 — генерал-майор Свиты Е. И. В. (с 01.01.1878 генерал-лейтенант) барон Корф, Андрей Николаевич
- 08.05.1879 — 03.08.1882 — генерал-лейтенант Шульман, Александр Карлович
- 12.08.1882 — 14.07.1884 — генерал-лейтенант Эйзен фон Шварценберг, Николай Карлович
- 14.07.1884 — 04.02.1890 — генерал-лейтенант Салацкий, Виктор Дмитриевич
- 16.04.1890[6] — 16.04.1893 — генерал-лейтенант Эльжановский, Казимир Юлианович
- 22.04.1893 — 31.08.1894 — генерал-майор (с 30.08.1893 генерал-лейтенант) Креницын, Николай Владимирович
- 09.09.1894 — 21.06.1899 — генерал-лейтенант Богаевский, Николай Венедиктович
- 04.08.1899 — 17.02.1900[7] — генерал-майор (с 06.12.1899 генерал-лейтенант) Плюцинский, Александр Фёдорович
- 27.04.1900 — 10.01.1904 — генерал-майор (с 01.01.1901 генерал-лейтенант) Буш, Альфонс Иванович
- 25.01.1904 — 15.03.1906 — генерал-майор (с 28.03.1904 генерал-лейтенант) Сандецкий, Александр Генрихович
- 15.03.1906 — 05.09.1906 — генерал-майор (с 02.04.1906 генерал-лейтенант) Рыльский, Василий Осипович
- 05.09.1906 — 08.06.1907 — командующий генерал-майор Давыдов, Михаил Павлович
- 14.07.1907 — 04.03.1909[8] — генерал-лейтенант Доможиров, Фёдор Дмитриевич
- 20.03.1909 — 11.09.1911 — генерал-лейтенант Эбелов, Михаил Исаевич[1]
- 13.10.1911 — 26.08.1914 — генерал-лейтенант Добровольский, Михаил Михайлович[1]
- 26.08.1914 — 23.03.1915 — генерал-лейтенант Баташев, Никита Михайлович
- 01.04.1915 — 06.03.1916 — генерал-лейтенант Гутор, Алексей Евгеньевич
- 10.03.1916 — 04.09.1917 — генерал-лейтенант Стремоухов, Николай Петрович
- 04.09.1917 — хх.хх.19хх — командующий генерал-майор Гаврилов, Виктор Иванович

#### В составе ВСЮР
- ??.??.1919 — генерал-майор Терлецкий, Александр Дмитриевич (командир Сводного полка 34-й пех. дивизии)
- ??.02.1919 — ??.11.1919 — генерал-лейтенант Теплов, Владимир Владимирович (командир сводной бригады 34-й дивизии)
- ??.11.1919 — ??.07.1920 — генерал-лейтенант Теплов, Владимир Владимирович
- ??.07.1920 — ??.11.1920 — генерал-майор Непенин, Пётр Павлович

### Начальники штаба дивизии
- 30.08.1863 — 24.03.1868  — подполковник, (с 30.08.1865 полковник) Немира, Оттон Иосифович
- 24.03.1868 — 10.06.1869 — полковник Зеленский, Илларион Иович
- 10.06.1869 — 15.07.1870 — подполковник (с 30.08.1869 полковник) Перлик, Пётр Тимофеевич
- 15.07.1870 — 31.10.1877 — подполковник (с 28.03.1871 полковник) Карганов, Александр Александрович
- 31.10.1877 — хх.01.1878 — и. д. полковник Ласкин, Михаил Павлович
- 06.01.1878 — 10.11.1884 — полковник Свечин, Андрей Михайлович
- 25.11.1884 — 09.04.1891 — полковник Скупио, Евстафий Александрович
- 09.04.1891 — 26.06.1893 — полковник Давыдов, Михаил Павлович
- 21.06.1894 — 17.05.1896 — полковник Фёдоров, Михаил Фёдорович
- 17.05.1896 — 19.04.1897 — полковник Шредер, Адольф Оттович
- 19.04.1897 — 24.01.1898 — полковник Шупинский, Павел Андреевич
- 24.01.1898 — 04.07.1900 — полковник Регульский, Иосиф Ильич
- 15.07.1900 — 05.04.1904 — полковник Емельянов, Александр Андреевич
- 16.04.1904 — 14.01.1905 — полковник Ларионов, Яков Михайлович
- 28.02.1905 — 22.01.1912 — полковник Ольховский, Вячеслав Александрович[1]
- 04.02.1912 — 02.11.1914 — полковник Черкасов, Пётр Владимирович
- 16.11.1914 — 04.03.1915 — полковник Думброва, Лев Трофимович
- 10.03.1915 — 03.11.1915 — и. д. полковник барон Арпсгофен, Андрей Владимирович
- 06.12.1915 — 07.04.1917 — и. д. подполковник Карлстедт, Николай Карлович
- 23.04.1917 — 27.07.1917 — полковник Плеханов, Сергей Николаевич
- 27.07.1917 — хх.хх.хххх — и. д. подполковник Шифнер, Антон Мейнгардович
- 1918 — вр. и. д. штабс-капитан Беличенко, Александр Степанович

### Командиры 1-й бригады
Должности бригадных командиров учреждены 30 августа 1873 года.
- 30.08.1873 — 14.03.1875 — генерал-майор Соколов, Иван Осипович
- 14.03.1875 — 22.02.1877 — генерал-майор Пороховников, Виктор Иванович
- 24.02.1877 — 17.03.1878 — генерал-майор Шишкин, Александр Степанович
- 17.03.1878 — 03.02.1888[9] — генерал-майор Соколов, Евгений Васильевич
- 14.02.1888 — 23.06.1897 — генерал-майор Клевезаль, Владимир Николаевич
- 07.07.1897 — 30.09.1897 — генерал-майор Суворов, Николай Андреевич
- 30.09.1897 — 14.06.1903 — генерал-майор Крыжановский, Анатолий Рафаилович
- 18.06.1903 — 04.06.1904 — генерал-майор Жолтановский, Василий Петрович
- 10.06.1904 — 30.12.1904 — генерал-майор Дудышкин, Яков Геннадьевич
- 14.01.1905 — 19.07.1914 — генерал-майор Баташев, Никита Михайлович[1]
- 25.07.1914 — 25.08.1915 — генерал-майор Котюжинский, Евгений Яковлевич
- 24.08.1915 — 12.04.1917 — полковник (с 11.10.1915 генерал-майор) фон Тимрот, Готгард Готгардович
- 02.05.1917 — хх.хх.хххх — командующий полковник Люткевич, Михаил Григорьевич

### Командиры 2-й бригады
- 30.08.1873 — 11.04.1875[10] — генерал-майор Мазараки, Николай Семёнович
- 14.04.1875 — 10.08.1886 — генерал-майор Липский, Матвей Викентьевич
- 20.03.1887 — 20.06.1888[11] — генерал-майор Шавров, Троадий Васильевич
- 05.07.1888 — 17.01.1894[12] — генерал-майор Зайцев, Алексей Александрович
- 31.01.1894 — 30.09.1897 — генерал-майор Крыжановский, Анатолий Рафаилович
- 30.09.1897 — 27.02.1898 — генерал-майор Суворов, Николай Андреевич
- 11.03.1898 — 13.09.1902 — генерал-майор Нечаев, Иван Евтеевич
- 12.10.1902 — 02.06.1904 — генерал-майор Голембатовский, Михаил Григорьевич
- 04.06.1904 — 14.04.1906 — генерал-майор Жолтановский, Василий Петрович
- 05.05.1906 — 07.07.1907 — генерал-майор Боуфал, Владислав Францевич
- 15.10.1907 — 10.07.1908 — генерал-майор Думбадзе, Иван Антонович
- 28.11.1908 — 19.07.1914 — генерал-майор Жданко, Александр Ефимович

### Помощники начальника дивизии
Помощники начальника дивизии фактически являлись бригадными командирами. 30 августа 1873 года должность упразднена.
- 24.09.1863 — 06.06.1872 — генерал-майор Алтухов, Захарий Никифорович
- хх.хх.1872 — 30.08.1873 — генерал-майор Соколов, Иван Осипович[13]

### Командиры 34-й артиллерийской бригады
Бригада сформирована 3 ноября 1863 года.
До 1875 г. должности командира артиллерийской бригады соответствовал чин полковника, а с 17 августа 1875 г. - чин генерал-майора.
- 02.12.1863 — 30.03.1866 — полковник Дахнович-Гацийский, Игнатий Викентьевич
- 30.03.1866 — хх.хх.1869 — полковник Стуков, Михаил Гаврилович
- хх.хх.1869 — 05.05.1873— полковник Пражевский, Павел Иванович
- 05.05.1873 — 30.10.1876 — полковник Руновский, Александр Иванович
- 30.10.1876 — 07.02.1877 — генерал-майор Лишин, Григорий Николаевич
- 14.02.1877 — 20.08.1888 — полковник (с 30.08.1879 генерал-майор) Субботкин, Ипполит Михайлович
- 24.08.1888 — 17.05.1895 — генерал-майор Корнилович, Александр Иванович
- 20.05.1895 — 29.08.1895 — генерал-майор Фан-дер-Флит, Константин Петрович
- 09.09.1895 — 06.11.1899 — генерал-майор Белецкий, Григорий Моисеевич
- 29.12.1899 — 04.03.1903 — полковник (с 09.04.1900 генерал-майор) Михеев, Александр Степанович
- 04.03.1903 — 04.06.1904 — генерал-майор Осипов, Пётр Васильевич
- 04.06.1904 — 16.01.1909 — генерал-майор Колокольцов, Константин Васильевич
- 16.01.1909 — 25.07.1910 — генерал-майор Перфильев, Сергей Аполлонович
- 25.07.1910 — 24.01.1914 — генерал-майор Гусев, Владимир Яковлевич[1]
- 29.01.1914 — 08.08.1916 — генерал-майор Нищинский, Леонид Витальевич
- 23.08.1916 — хх.хх.хххх — генерал-майор Леркам, Владимир Андреевич